# İhsaniye (district)
İhsaniye is een Turks district in de provincie Afyonkarahisar en telt 30.550 inwoners (2007). Het district heeft een oppervlakte van 888,52 km².
De bevolkingsontwikkeling van het district is weergegeven in onderstaande tabel.
| 1997   | 2000   | 2007   |
| ------ | ------ | ------ |
| 32.631 | 33.220 | 30.550 |

Centrale districtsplaats (İlçe Merkezi): İhsaniye
Gemeenten (Beldeler): Ayazini · Bozhüyük · Döğer · Gazlıgöl · Gazlıgölakören · Karacaahmet · Kayıhan · Yaylabağı
Dorpen (Köyler):
Ablak · Aşağıtandır · Basırlar · Bayramaliler · Beyköy · Cumalı · Demirli · Eskieymir · Eynehankuzviran · Hacıbeyli · İğdemir · Kadımürsel · Kıyır · Muratlar · Oğulbeyli · Orhanlı · Osmanköy · Sarıcaova · Susuzosmaniye · Üçlerkayası · Yenice · Yiğitpınarı · Yukarıtandır